# Un simple accident
Pour plus de détails, voir Fiche technique et Distribution.
Un simple accident (persan : یک تصادف ساده, Yek tasadof-e sadeh) est un drame franco-luxo-iranien écrit et réalisé par Jafar Panahi, sorti en 2025.
Il est sélectionné en compétition officielle au Festival de Cannes 2025, où il remporte la Palme d'or. Le réalisateur, qui critique la République islamique et qui a été emprisonné à plusieurs reprises, a réalisé le film sans autorisation officielle de tournage des autorités iraniennes.

## Synopsis
L'Azerbaïdjanais Vahid, un mécanicien automobile, a été emprisonné autrefois par les autorités iraniennes. Pendant sa peine, il a été interrogé les yeux bandés. Lorsqu'un jour, un homme nommé Eghbal, dont la prothèse de jambe grince, entre dans son atelier, il croit reconnaître en lui l'un de ses anciens tortionnaires. Pour se venger, Vahid enlève l'homme et l'emmène dans le désert où il veut l'enterrer vivant. Peu avant l'accomplissement de son plan, il commence à douter de la culpabilité de ce père de famille marié. Eghbal affirme n'avoir jamais travaillé dans une prison et n'avoir perdu sa jambe que l'année précédente. En effet, le moignon de la jambe d'Eghbal présente une cicatrice récente. Vahid l'enferme alors dans une caisse en bois et le charge dans sa camionnette. Vahid retourne à Téhéran pour présenter Eghbal à d'anciens codétenus. Il espère que ceux-ci seront en mesure d'identifier Eghbal comme leur tortionnaire.
Vahid contacte le libraire Salar, la photographe de mariage Shiva et Golrokh, une femme sur le point de se marier. Le groupe doit également être rejoint par le fiancé de Golrokh, Ali, qui n'a pas fait de prison, ainsi que par Hamid, aigri par son incarcération. Les différents membres de ce tribunal spontané ont des attitudes très diverses vis-à-vis d'Eghbal. Certains réclament vengeance, tandis que d'autres n'en voient pas l'intérêt.

## Fiche technique
- Titre francophone : Un simple accident[2]
- Titre original : یک تصادف ساده, Yek tasadef sadeh[3]
- Réalisation et scénario : Jafar Panahi
- Photographie : Amin Jafari
- Montage : Amir Etminan
- Décors : Leila Naghdi Pari
- Production : Jafar Panahi, Philippe Martin, Christel Henon, Sandrine Dumas
- Sociétés de production : Bidibul Productions, Les Films Pelléas, Pio & Co[4]
- Société de distribution : Memento Distribution (France)
- Pays de production :  Iran,  Luxembourg,  France[2]
- Langue originale : persan
- Format : couleur
- Genre : drame, thriller
- Durée : 105 minutes
- Dates de sortie :
  - France : 20 mai 2025 (Festival de Cannes 2025) ; 1er octobre 2025 (sortie nationale)[5]

## Production

### Genèse et développement
Il s'agit du 12e long-métrage de Jafar Panahi, l'un des réalisateurs iraniens les plus connus. Par le passé, il a exprimé à plusieurs reprises dans ses œuvres des critiques à l'égard de la politique de la République islamique. Panahi a été arrêté en 2022 après avoir été condamné en 2010 à une peine de six ans de prison et à une interdiction d'exercer de 20 ans. Il n'avait pas encore commencé à purger sa peine de prison à cette date. Cette décision avait été vivement critiquée au niveau international. Après presque sept mois de détention, Panahi a été libéré début février 2023, après que l'homme de 65 ans a entamé une grève de la faim. Malgré son interdiction d'exercer, il a toujours réussi à finaliser des projets de films en Iran et à les faire sortir à l'étranger,. C'est ainsi qu'en son absence, son film Aucun ours (2022) a été présenté dans la compétition principale de la Mostra de Venise et y a été récompensé.
Le film est censé être un thriller, produit par Panahi en collaboration avec la société française Les Films Pelléas, qui est notamment à l'origine du drame judiciaire Anatomie d'une chute de Justine Triet, plusieurs fois primé. Les sociétés Bidibul Productions (Luxembourg) et Pio & Co (France) sont coproductrices du projet. La postproduction du film a eu lieu entièrement en France.
Selon un rapport de la chaîne d'opposition Radio Farda, Panahi a tourné Un simple accident sans autorisation de tournage de la République islamique. De plus, les actrices du film ne porteraient pas le hidjab, ce qui est obligatoire pour les femmes en vertu des lois de l'État iranien.

## Accueil

### Sortie
La première mondiale d'Un simple accident a lieu en mai 2025 lors du 78e Festival de Cannes. Lors de la présentation du programme à la mi-avril 2025, le délégué général Thierry Frémaux est resté discret sur le contenu du film. La dernière fois, en l'absence de Panahi, The Year of the Everlasting Storm (en), un film omnibus réalisé par, entre autres, Laura Poitras, David Lowery et Apichatpong Weerasethakul, y avait été présenté en séance spéciale en 2021.
La sortie nationale en France est prévue le 10 septembre 2025 par le distributeur Memento, puis repoussée au 1er octobre 2025.

## Distinctions

### Récompenses
- Festival de Cannes 2025 : 
  - Palme d'or
  - Prix de la Citoyenneté

### Sélections
- Festival de Cannes 2025 : sélection officielle, en compétition